# Étang Saumâtre
Étang Saumâtre är en sjö i Haiti.   Den ligger i departementet Ouest, i den sydöstra delen av landet, 30 km öster om huvudstaden Port-au-Prince. Étang Saumâtre ligger 17 meter över havet. Arean är 170 kvadratkilometer. Den sträcker sig 17,7 kilometer i nord-sydlig riktning, och 20,5 kilometer i öst-västlig riktning.
Följande samhällen ligger vid Étang Saumâtre:
- Fond Parisien (18 256 invånare)